# Tiffani Thiessen
Tiffani Thiessen   (Long Beach, 23 de gener de 1974), també coneguda pel seu nom complet Tiffani-Amber Thiessen (utilitzat fins al 2000), és una actriu i presentadora de televisió estatunidenca.
Va donar-se a conèixer durant la dècada de 1990 per la sèrie de televisió per a adolescents Saved by the Bell (1989 -1994) on va interpretar el paper de Kelly Kapowski, després Beverly Hills, 90210 (1994 -1999), on fa un paper de dona fatal (Valerie Malone).
Després del fracàs de Fastlane el 2001, va tornar a la televisió de manera regular amb la sèrie d'acció White Collar (2009 -2014).

## Biografia

### Joventut i formació
Tiffani Thiessen va néixer a Long Beach, Califòrnia (Estats Units) el 23 de gener de 1974 d'un pare d'origen alemany i d'una mare d'origen greco-turco-gal·lès. És filla de Robyn, mestressa de casa, i Frank Thiessen, dissenyador de parcs i arquitecte paisatgista. Té dos germans: un germà gran anomenat Todd (1968), antic ciclista professional i una germana petita, Schuyler (1977). El seu pare és d'origen alemany i la seva mare té els seus orígens a Grècia, Turquia i Gal·les; sobre això, dirà Tiffani Thiessen a la revista InStyle: «Sóc una bastarda. Tinc molt de tot dins meu i, tanmateix, no en sé ni la meitat. Alemanya, d'una banda, grega, turca i gal·lesa de l'altra.» «Diu que el seu germà Todd és una de les seves grans inspiracions i que la seva mare i la seva àvia van ser models per a ella durant la seva infància. Va anar a Cubberley Elementary (escola primària) i Marshall Junior High School (escola secundària) a Long Beach i es va graduar, el 1992, a la Valley Professional High School de Los Angeles, Califòrnia. Abans d'iniciar la seva carrera televisiva, el primer que li va suggerir d'entrar al món de l'espectacle va ser el seu oncle Roger Ernest (que, en el seu temps, va compartir els bancs de la universitat amb Steven Spielberg sota la direcció del qual interpretaria a Encontres a la tercera fase i Boja evasió a la dècada de 1970).

### Debut primerenc i revelació televisiva (dècada de 1990)
Després d'una adolescència dedicada als concursos de bellesa, Tiffani Thiessen va ser coronada amb el títol de Miss Junior Amèrica, el 1987 i un any més tard va guanyar Teen magazine's Great Model Search el 1988, aconseguint la portada de la revista com a recompensa: llavors tenia 14 anys.
L'any següent, 1989, va fer una audició per al paper de Kelly Kapowsky a la sèrie Saved by the Bell, un càsting molt difós i amb el suport de la revista que la va descobrir. Obté el paper i així comença, amb només 15 anys, una prometedora carrera d'actriu. Des del primer any, va ser nominada al premi a la millor artista jove (el Young Artist Award) i també va ser nominada els anys 1991 i 1992, però sense guanyar (ho faria Winona Ryder el 1989, i Thora Birch el 1991). La sèrie tindrà molt d'èxit: seran 4 temporades (entre 20 d'agost de 1989 i 22 de maig de 1993), 2 pel·lícules per a televisió (The Hawaiian Adventure el 1992 i Wedding in Las Vegas el 1994) i 1 spin-off: Saved by the Bell: The College Years (entre el 22 de maig de 1993 i el 8 de febrer de 1994). Per ampliar la seva exposició televisiva, Tiffani Thiessen fa aparicions com a convidada a comèdies d'èxit: Married… with Children, Charles in Charge i The Hogan Family el 1990, Step by Step, The Powers That Be i Blossom el 1992; però també en moltes pel·lícules de televisió: A killer among friends el 1992, Son in Law el 1993, a més de dos papers als telefilms adaptats de Saved by the Bell el 1992 i el 1994.
Després que el seu paper de Kelly Kapowski a Saved by the Bell acabés l'any 1994, el productor Aaron Spelling va confiar a la jove actriu la seva exitosa sèrie Beverly Hills, 90210 per interpretar a la vamp Valerie Malone. Interpretarà aquest paper durant 5 temporades, de la 5a a la 9a, sobretot després de la marxa precipitada de Shannen Doherty (1990-1994). Aquest personatge és el contrari del de Kelly Kapowski que ella interpretava abans: noia simpàtica, bona en tots els aspectes, una mica ingènua i sempre servicial, aquí està amb els trets de dona fatal, manipuladora i sense escrúpols. Sens dubte, un punt d'inflexió en la seva carrera, a la qual dona una altra dimensió, la de la transició a l'edat adulta. Va ser en aquest mateix moment que Tiffani Thiessen va començar a avançar cap a papers més dramàtics a la televisió, com The Stranger Beside Me (1995), She Fought Alone (1995), Dolços somnis (1996), Sweet Dreams (1996) o (From Dusk Till Dawn 2: Texas Blood Money (1999).

### Experiments i fracassos cinematogràfics (dècada dels 2000)
La fi de la sèrie Beverly Hills, 90210 el maig de 2000, després de 10 temporades, porta l'actriu a provar carrera al cinema. Aconsegueix ràpidament tres papers secundaris en comèdies: la social The Ladies Man de Reginald Hudlin i la paròdia escolar Scary Scream Movie l'any 2000, i sobretot la sàtira Un final made in Hollywood, sota la direcció de Woody Allen, l'any 2002. Aquests intents a la pantalla gran són fracassos comercials, que la porten a persistir a la televisió en paral·lel, així fa aparicions més o menys llargues en sitcoms: Two Guys, a Girl and a Pizza Place en 8 episodis l'any 2000 i Just Shoot Me! durant 3 episodis el 2001.
A l'inici del curs 2002, se li va donar un nou paper regular: el de la cap sexy i ruda Billie Chambers del tàndem de detectius privats de la sèrie d’acció Fastlane. No obstant això, malgrat una producció d'alta gamma i un marcat biaix visual, la sèrie va ser interrompuda després de la primera temporada (considerada massa cara pel canal FOX). Retorna el curs següent cap a una sitcom llançada un any abans, Good Morning, Miami. El programa, amb problemes a les audiències, compta amb el toc glamurós que aporta l'actriu. Però el personatge no convenç, i és suprimit després de 13 episodis. Aleshores, l'actriu s'enfrontarà a la seva primera travessa pel desert en 15 anys de carrera. El telèfon comença a sonar menys.
El 2006 intenta tornar amb un paper habitual en una sitcom, però el pilot de Stroller wars no està encarregat per a l'inici del curs 2006, i està rodant una pel·lícula d'acció de la sèrie B, Pandemic: Fatal Virus al costat de Faye Dunaway, Vincent Spano, Eric Roberts, Bob Gunton i French Stewart, emès el maig de 2007. Uns mesos després, torna en un paper recurrent: el de Natasha Drew a la sèrie sentimental What About Brian, però el programa s'atura al final d'aquesta segona temporada, per falta de públic. Per tant, torna a les pel·lícules de televisió i actua a Cyborg Soldier protagonitzada per Bruce Greenwood i llançada directament en vídeo l'octubre de 2008.

### Tornar al primer pla (dècada de 2010)
L'inici del curs 2009 li va permetre tornar al capdavant de l'escenari: obté el primer paper femení en una sèrie d'acció, White Collar, portada pel duo Matthew Bomer i Tim DeKay. El programa es va consolidar com un èxit de crítica i comercial per al canal de cable USA Network, i va durar 6 temporades i 84 episodis, abans d'acabar el maig de 2014.
L'abril de 2015, es va reconvertir com a animadora. Produeix i presenta el programa de cuina Dinner at Tiffani's al Cooking Channel, on convida estrelles de televisió i antics col·legues de la seva exitosa sèrie. L'audiència és molt bona i el programa encara s'està emetent.
Des de març de 2018, interpreta el paper de Lori Mendoza a la sèrie Teen produïda per Netflix: Alexa i Katie. Tiffany Thiessen interpreta el personatge de Lori, la gallina mare d'Alexa, una de les dues heroïnes de la sèrie. L'Alexa és una adolescent de 15 anys amb càncer que no vol explicar la seva situació als seus amics de secundària per continuar fent una vida normal. Aquest és el retorn de Tiffany Thiessen en un paper protagonista en una sèrie de televisió. La temporada 1 de la sèrie té 13 episodis i Netflix ha encarregat una segona temporada el 2018-2019. La sèrie compta ara amb 3 temporades i 39 episodis.

## Filmografia
- 1993: The Apprentice Farmer: Tracy
- 1999: Speedway Junky: Wilma Price
- 1999: Love Stinks: Rebecca Melini
- 2000: Ivans XTC: Mary Stein
- 2000: Un home de dames de Reginald Hudlin: Honey DeLune
- 2002: Un final made in Hollywood

### Pel·lícules i vídeos de televisió
- 1992: Saved by the Bell (telefilm): Kelly Kapowski
- 1992: A Killer Among Friends (telefilm): Jenny Monroe
- 1994: Saved by the Bell (telefilm): Kelly Kapowski
- 1995: The Truth in the Face (telefilm): Jennifer Gallagher
- 1995: The Affront (telefilm): Caitlin Rose
- 1996: Dolços somnis (telefilm): Alison Sullivan
- 1996: Buried Secrets (telefilm): Annalisse Vellum
- 1999: Una nit a l'infern 2: Pam
- 2000: Scary Scream Movie (vídeo): Hagitha Hag Utslay
- 2001: Everything But the Girl (telefilm): Denise
- 2001: Una aventura de Nadal... d'un llibre anomenat Wisely's Tales (telefilm): Vixen (veu)
- 2006: Stroller Wars (telefilm): Lainey
- 2007: Pandèmia: Fatal Virus (telefilm): D Kayla Martin
- 2008: Cyborg Soldier (vídeo): Lindsay Reardon
- 2014: Northpole (telefilm): Chelsea

### Programes de televisió
- 1989-1992: Saved by the Bell: Kelly Kapowski
- 1990: En Charles s'encarrega: Jennifer (temporada 5, episodi 5)
- 1990: Casat, dos fills: Heather McCoy (Temporada 4, episodi 18)
- 1990: La família Hogan: Brooke (temporada 6, episodis 1 i 2)
- 1992: Flor petita: Ricki (temporada 2, episodi 23)
- 1992: La nostra bonica família: Tina Gordon (Temporada 1, episodi 20)
- 1992: Els poders: Barbara (temporada 2, episodi 5)
- 1994: L'home dels rotllos: Andrea Pierce (Temporada 1, episodi 8)
- 1994-1998: Beverly Hills, 90210: Valerie Malone (temporada 5 a 8, temporada 9, episodis 1 a 7 i temporada 10, episodi 27)
- 1998: Teràpia d'amor: Stephanie MacGregor (Temporada 1, episodi 14)
- 1999: Informació FM: Foxy Jackson (Temporada 5, episodi 15)
- 1999-2000: Un sostre per a tres: Martí (Temporada 3, episodis del 19 al 24 i temporada 4, episodis 1,3,5 i 7)
- 2001: Això és tot: Amy Watson (temporada 6, episodis del 5 al 7)
- 2002: Fastlane: Wilhelmina" Billy » Cambres
- 2003: Bon dia, Miami: Victoria Hill (temporada 2, episodis 1-4 i 6-10)
- 2006: Què passa amb Brian?: Natasha Drew (temporada 2, episodis del 15 al 19)
- 2007: Pandèmia: Kayla Martin
- 2009-2014: White Collar: Elizabeth Burke
- 2017: Mestressa de casa americana: Celeste (temporada 1, episodi 22)
- 2018-2020: Alexa i Katie: Lori Mendoza (39 episodis)